# سد الیفانتسنک
سد الیفانتسنک (به لاتین: Olifantsnek Dam) یک سد قوسی در آفریقای جنوبی است که در Near Rustenburg, North West Province, South Africa واقع شده‌است.